# Jean Feuilley
Jean Feuilley foi um engenheiro e cartógrafo francês que foi enviado para a ilha Reunião pela Companhia Francesa das Índias Orientais para investigar a possibilidade de exploração agrícola e marinha. Ele chegou na ilha em 1704 e no ano seguinte voltou para a França. Sua obra "Mission à l’île Bourbon du sieur Feuilley en 1704" (publicada em 1705) contém, entre outras coisas descrições de espécies de aves já extintas, como o peneireiro-da-reunião e o íbis-terrestre-de-reunião.